# Nowodwór (gmina)
Pour les articles homonymes, voir Nowodwór.
Nowodwór est une gmina rurale (gmina wiejska) du powiat de Ryki, dans la Voïvodie de Lublin, dans l'est de la Pologne.
Son siège administratif (chef-lieu) est le village de Nowodwór, qui se situe environ 12 kilomètres (km) à l'est de Ryki (siège du powiat) et 55 kilomètres au nord-ouest de la capitale régionale Lublin (capitale de la voïvodie).
La gmina couvre une superficie de 71,72 km2 pour une population de 4 311 habitants en 2006.

## Histoire
De 1975 à 1998, la gmina est attachée administrativement à l'ancienne voïvodie de Lublin.

Depuis 1999, elle fait partie de la nouvelle voïvodie de Lublin.

## Géographie
La gmina inclut les villages (sołectwa) de:

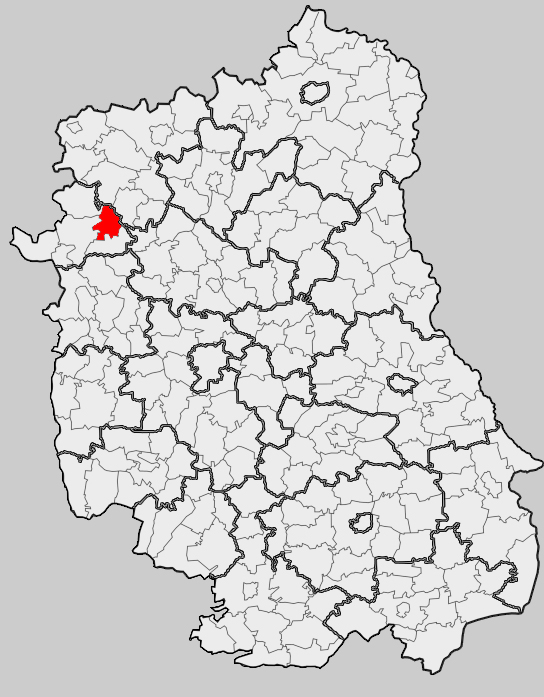
Position de la gmina dans la voïvodie

- Borki
- Grabów Rycki
- Grabów Szlachecki
- Grabowce Dolne
- Grabowce Górne
- Jakubówka
- Lendo Wielkie
- Niedźwiedź
- Nowodwór
- Przestrzeń
- Rycza
- Trzcianki
- Urszulin
- Wrzosówka
- Zawitała
- Zielony Kąt

### Gminy voisines
La gmina de Nowodwór est voisine des gminy de
- Adamów
- Kłoczew
- Krzywda
- Ryki
- Ułęż

## Structure du terrain
D'après les données de 2002, la superficie de la commune de Nowodwór est de 71,72 kilomètres carrés, répartis comme telle :
- terres agricoles : 72%
- forêts : 23%

La commune représente 11,65% de la superficie du powiat.

## Démographie
Données du 30 juin 2004:
| Description        | Total  | Total | Femmes | Femmes | Hommes | Hommes |
| ------------------ | ------ | ----- | ------ | ------ | ------ | ------ |
| Unité              | Nombre | %     | Nombre | %      | Nombre | %      |
| Population         | 4 284  | 100   | 2 080  | 48,6   | 2 204  | 51,4   |
| Densité (hab./km²) | 59,7   | 59,7  | 29     | 29     | 30,7   | 30,7   |